# Rock of Ages (hino cristão)
"Rock of Ages" é um hino cristão popular escrito pelo ministro anglicano reformado Augustus Toplady.

## História
As primeiras quatro linhas da 1ª versão do 1º versículo foram publicadas na The Gospel Magazine em outubro de 1775.
A primeira publicação completa foi na primavera seguinte, na edição de março de 1776 da The Gospel Magazine, com um primeiro versículo revisado, além de mais três versículos. Uma versão ligeiramente revisada foi publicada naquele verão, em julho de 1776, no hinário Psalms & Hymns for Public and Private Worship, de Toplady.
Há uma história popular que a maioria dos hinologistas não acredita sobre a origem do texto deste hino. Essa história começou 122 anos após a publicação do texto do hino por uma carta publicada no Times de Londres, em 3 de junho de 1898, de Dean Lefroy de Norwich, juntamente com uma de Sir W. H. Wills sobre o mesmo assunto. O peso da correspondência de Lefroy é baseado em uma afirmação feita por Sir W. H. Wills a respeito da origem deste hino. A afirmação de Wills afirmava que Toplady se inspirou em um incidente no desfiladeiro de Burrington Combe, em Mendip Hills, na Inglaterra. Toplady, então pároco (pregador assistente da Igreja da Inglaterra) na aldeia vizinha de Blagdon, estava viajando ao longo do desfiladeiro quando foi pego por uma tempestade. Encontrando abrigo em uma brecha no desfiladeiro, ele ficou impressionado com o título e rabiscou a letra inicial.

## Usos
O hino era um dos favoritos do príncipe Alberto, que pediu que fosse tocado para ele em seu leito de morte, assim como o general confederado J. E. B. Stuart. Também foi tocada no funeral de William Gladstone.
Este hino foi considerado um dos Quatro Grandes Hinos Anglicanos do século XIX.